# Fabio Valguarnera
Fabio Valguarnera (Palermo, 7 marzo 1967) è un ex lottatore italiano.

## Biografia
Nato nel 1967 a Palermo, gareggiava nella lotta greco-romana, nella classe di peso dei pesi supermassimi (130 kg).
Nel 1987 ha vinto la medaglia d'oro ai Giochi del Mediterraneo di Laodicea, battendo l'egiziano Hassan El-Haddad. 3 anni prima era stato campione del mondo junior nei +87 kg.
A 21 anni ha partecipato ai Giochi olimpici di Seul 1988, nella lotta greco-romana, pesi supermassimi, uscendo alla fase a gironi, facendo 0-0 per doppia passività contro il polacco Roman Wrocławski e perdendo 3-0 contro il bulgaro Rangel Gerovski, poi argento.

## Palmarès
- Giochi del Mediterraneo

Laodicea 1987: oro nella lotta greco-romana 130 kg